# Frangepán Mária Magdolna
Frangepán Mária Magdolna (horvátul: Marija Magdalena Frankopan, Modrus, 1481? – ismeretlen), a Frangepán családból származó nemesasszony, Dengelegi Pongrácz Mátyás gróf, magyar zászlósúr felesége.

## Családja
Apja Frangepán Bernát modrusi gróf, anyja Aragóniai Marzano Lujza Rossano és Sessa hercegnője, Aragóniai Leonora királyi hercegnő lánya és V. Alfonz aragóniai király unokája volt, aki Aragóniai Beatrix magyar királyné unokahúgaként rokonságban állt a magyar királyi családdal is. Anyja halála után (1489)  apja már nem nősült meg többé. Mária Magdolna testvérei közül Beatrix 1496-ban feleségül ment Mátyás törtvénytelen fiához Corvin Jánoshoz. Veronika Stefkovics Gergelyhez,, Izsota pedig Perényi Istvánhoz ment feleségül. Fiútestvérei közül a legnevezetesebb Frangepán Kristóf Zengg, Veglia és Modrus grófja, horvát-dalmát-szlavón bán és hadvezér volt.

## Élete
Mária Magdolnát rokonának, Aragóniai Beatrix királynénak a kívánságára már gyermekkorában eljegyezték Dengelegi Pongrácz Mátyással, néhai Dengelegi Pongrác János erdélyi vajda fiával. A házassági szerződést 1489 júniusában kötötték meg Erzsébet, Pongrácz János özvegye, és Aragóniai Lujza, Mária Magdolna anyja, melyet 1489. június 23-án Budán I. Mátyás magyar király is megerősített. Ezenkívül a király 8000 arany hozományt is ígért Mária Magdolnának. A szerződés kimondta, hogy amikor a lány kilenc éves lesz az eljegyzést házasságkötés követi. A menyasszony hozományul kapta az Erdélyben található Almás várát.
A vőlegény apja Dengelei Pongrácz János Klárának, Hunyadi János húgának volt a fia, így Mátyás király unokatestvére volt, aki háromszor nevezte ki erdélyi vajdának. Okleveleiben a következő címeket viselte: erdélyi vajda, a székelyek ispánja, Közép-Szolnok megye ispánja, békési ispán, temesi gróf és szörényi bán. Ő birtokolta egyebek mellett Létha, Diód, Almás és Küküllö várait. Mátyás király 1476-ban őt küldte Nápolyba, és ő képviselte a király személyét az esküvőn. Még részt vett a budai esküvőn, de a mulatozás alatt elhunyt. Fiát Mátyást 1498-ban „banderiatus”ként (azaz zászlósúrként) említik. Háború esetén az előírt létszámmal köteles volt részt venni a király hadjáratában. Már nagyon korán meghalhatott, mert 1501-ben Ulászló király birtokait Corvin Jánosnak adományozta kárpótlásul Opoly hercegségéért, melyet testvérének, I. Zsigmond lengyel királynak adott. Frangepán Mária Magdolna további sorsát nem ismerjük.